# Fares Fares

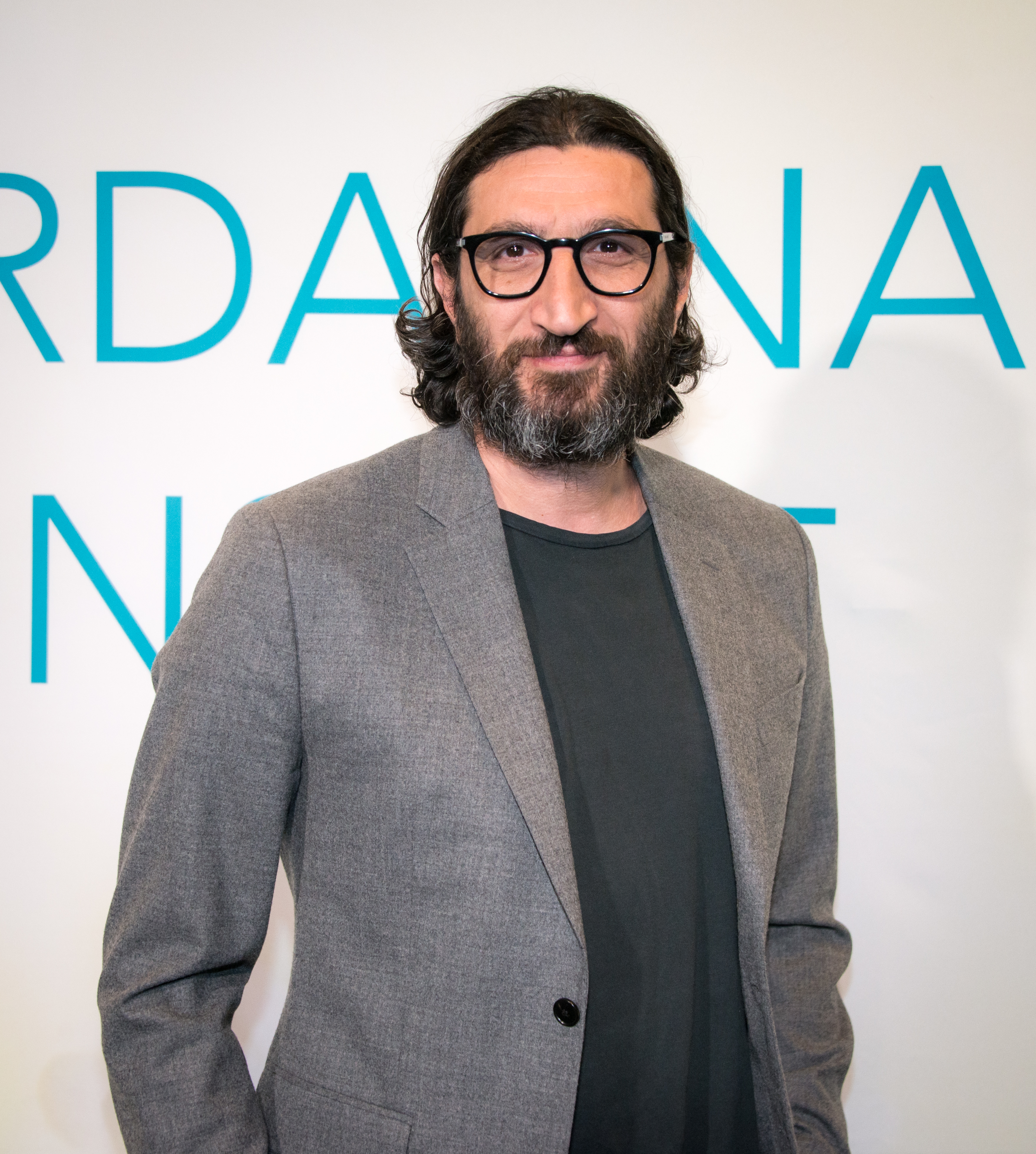
Fares Fares v roce 2019

Fares Fares (švédská výslovnost: [ˈfǎːrɛs ˈfǎːrɛs]; nar. 29. dubna 1973 Bejrút, Libanon) je švédsko-libanonský herec.
Fares se narodil v libanonském Bejrútu. Jeho mladším bratrem je režisér Josef Fares a má čtyři sestry. V roce 1987, když bylo Faresovi 14 let, se jeho rodina přestěhovala do Švédska, kde žila ve městě Örebro. Přestěhovali se, aby unikli libanonské občanské válce a Švédsko si vybrali proto, že tam již žili jejich příbuzní. Fares říká, že se během tří měsíců života ve Švédsku naučil švédsky.
Od patnácti let hrál Fares v místním divadelním souboru v Örebro, v devatenácti letech navštěvoval dramatickou školu v Mölnlycke u Göteborgu a šest let působil v divadle Tamauer.

## Film
Fares hrál hlavní role ve filmech svého bratra, režiséra Josefa Farese, včetně jeho hereckého debutu ve filmu Jalla! z roku 2000. Jalla! a Kopps z roku 2003. Hrál ve filmech Bang Bang Orangutang (2005) a Kill Your Darlings (2006).
V roce 2010 si Fares zahrál ve švédském kriminálním thrilleru Snadný prachy s Joelem Kinnamanem. Film byl kritikou kladně hodnocen a do americké distribuce jej převzal Harvey Weinstein. V roce 2012 Fares debutoval v Hollywoodu ve filmu Denzela Washingtona Safe House. Hrál důstojníka CIA Hakima ve filmu 30 minut po půlnoci. Fares si zahrál roli ve filmu Child 44 (2014) s Tomem Hardym a Garym Oldmanem. Fares hrál senátora Vaspara ve filmu z franšízy Star Wars Rogue One: Star Wars Story (2016).
Pro film Žena v kleci (dánsky: Kvinden i Buret) z roku 2013, který se odehrává v Dánsku, se Fares naučil mluvit dánsky. 2] Film Žena v kleci je natočen podle románu Jussiho Adlera-Olsena a je prvním ze čtyř celovečerních filmů natočených podle jeho románů Department Q. Fares a Nikolaj Lie Kaas se objeví ve všech čtyřech filmech. Žena v kleci se stal nejnavštěvovanějším dánským filmem roku 2013. Druhým filmem série je Fasandræberne (český název: Nepřítomný), který rovněž překonal dánské filmové tržby a stanovil nové rekordy. Třetí film série, Spiknutí víry (Flaskepost fra P), měl premiéru v Dánsku v březnu 2016 a ve Spojených státech v červnu.